# USS K-3 (SS-34)
USS K-3 (SS-34) (izvorno USS Orca) bila je treća američka podmornica klase K. 

## Povijest
Izgrađena je u brodogradilištu Union Iron Works u San Franciscu. Porinuta je 14. ožujka 1914. i u operativnu uporabu primljena je 30. listopada 1914.

### Operativna uporaba
14. prosinca pridružuje se 3. Podmorničarskoj diviziji Pacifičke Torpedne Flotile te djeluje uz obalu Kalifornije razvijajući nove tehnike podmorničarskog ratovanja. 14. listopada 1915. stiže u havajske vode gdje nastavlja sa sličnim djelovanjem.
Ulaskom Sjedinjenih Država u Prvi svjetski rat K-3 je upućena prema Key Westu na koji tiže 8. siječnja 1918. Ostatak rata provela je u ophodnji duž obale Floride pritom obučavajući mornare u podvodnom djelovanju. Nakon rata plovi uz istočnu obalu SAD-a služeći kao testna platforma za nove baterije, torpeda i uređaje za osluškivanje.
7. studenog 1922. stiže u Hampton Roads gdje ostaje do povlačenja iz službe 20. veljače 1923. 3. lipnja 1931. prodana je kao staro željezo.